# László Polgár
László Polgár (Gyöngyös, 11 maggio 1946) è uno psicologo e compositore di scacchi ungherese, padre delle scacchiste Zsuzsa, Zsófia e Judit Polgár.
László Polgár predispose un percorso educativo intenzionato a dimostrare che un bambino può ottenere risultati eccezionali se allenato fin da piccolo in un certo campo.
Il suo motto era: «La genialità si crea, non nasce da sola». Insieme alla moglie Klara ha educato le figlie a casa, specializzandole negli scacchi.
Ha scritto numerosi libri sugli scacchi tra cui Reform-Chess del 1997 in cui propone una serie di varianti di scacchi eterodossi (Polgár reform chess), giocate su diverse scacchiere di dimensioni ridotte: 8×6, 5×8, 9×6 o 6×8. Polgár raccomanda queste varianti per aumentare la creatività. Il volume è multilingue e contiene testi in inglese, tedesco, francese e ungherese.

## Carriera e istruzione
László Polgár proviene da una famiglia ebreo-ungherese. Nel 1956 la madre emigrò dall'Ungheria; lui rimase con il padre a Budapest e si dedicò allo studio di pedagogia, psicologia ed esperanto. Ancora celibe, iniziò a prepararsi alla paternità studiando centinaia di biografie di intellettuali, da Socrate fino a Einstein; nel processo, maturò la convinzione di poter far diventare genio in qualche disciplina qualsiasi bambino sano, a partire dai suoi figli.
Intorno alla metà degli anni sessanta si mise alla ricerca di una donna che lo affiancasse nel suo esperimento. Nel 1965 conobbe Klára Alberger, un'insegnante ucraina di lingue straniere, e iniziò a corteggiarla attraverso lettere contenenti una dettagliata spiegazione dell'esperienza che intendeva portare a termine.

## L'esperimento
László e Klára condividevano l'idea che il sistema scolastico pubblico formasse in maniera mediocre le menti dei bambini. I due si sposarono nel 1965 e nel 1969 nacque la loro primogenita, Zsuzsa. 
Zsuzsa aveva quattro anni quando Klára, la madre, la vide giocare assorta con i pezzi degli scacchi e le promise che a sera il padre le avrebbe insegnato il gioco. László decise, quindi, di incentrare il suo progetto sugli scacchi.
Nell'estate del 1973, László portò Zsuzsa in un club scacchistico di Budapest, dove la bambina riuscì a vincere tutte le partite convincendo i presenti delle sue capacità.
Nel 1974 nacque la secondogenita Zsófia e ventuno mesi dopo la terzogenita Judit. Anche Zsófia e Judit iniziarono a seguire le lezioni impartite dal padre e impararono a giocare. 
Dopo aver ricevuto il permesso da parte delle autorità educative ungheresi, László e Klára istruirono le figlie a casa insegnando loro, oltre all'ungherese, il russo, il tedesco e l'inglese e matematica di livello universitario, mandandole a scuola solo una volta all'anno per sostenere gli esami. Nel tempo libero giocavano a ping-pong, nuotavano e per venti minuti si raccontavano barzellette, ma il resto della giornata viene dedicato agli scacchi e all'istruzione.
La loro casa, situata nel centro di Budapest, includeva numerosi scaffali di libri riguardanti gli scacchi; le pareti della stanza allestita per giocare, dove le bambine, sedute sul pavimento, si sfidavano in veloci partite con gli occhi bendati, accoglievano grandi poster che raffiguravano potenziali concorrenti e scene di scacchi dei secoli precedenti. 
Zsuzsa già a cinque anni riusciva a vincere contro giocatori adulti; Zsófia a quattordici anni divenne campionessa mondiale e poi Grande Maestro Internazionale; Judit, la migliore di tutte, a cinque anni riusciva a vincere contro László e, a quindici anni, come la sorella, divenne Grande Maestro Internazionale. 
László ha dichiarato di ritenere che il successo delle figlie negli scacchi avrebbe portato loro soprattutto la felicità; secondo la testimonianza di una delle figlie, ritiene inoltre che il successo sia dovuto per il 99% al lavoro.
László ha ricevuto diverse critiche per aver sottoposto le figlie a quello che molti ritengono un esperimento. Judit, la terzogenita, ha comunque dichiarato in un'intervista di aver vissuto in un ambiente piuttosto tranquillo e che gli scacchi le hanno dato la possibilità di vedere 35 paesi diversi. Le sorelle Polgár in generale hanno dichiarato di aver avuto una vita bella e piacevole: a loro piaceva giocare a scacchi e non ne avevano mai abbastanza.

## Il rapporto con le questioni di uguaglianza
Relativamente ai risultati ottenuti dalle tre ragazze, l'esperimento di László Polgár viene considerato un enorme successo, anche in rapporto alla ridotta presenza femminile nel mondo degli scacchi (solo 11 dei 950 grandi maestri, comprese Zsuzsa e Judit, sono donne) e all'atteggiamento dell'ambiente. In un'intervista, Garry Kasparov, uno dei campioni in carica nel 2002, ha affermato che "le donne per natura non sono giocatrici di scacchi eccezionali", ma che le sorelle Polgár sono l'eccezione che dimostra il contrario. Secondo il punto di vista di Zsuzsa, viceversa, le ragazze possono giocare a scacchi come i ragazzi con la differenza che i ragazzi pensano a competere, le ragazze invece pensano a risolvere gli enigmi di scacchi.
In un'intervista del gennaio 1993, condotta da William Hartston, László si mostra orgoglioso delle figlie, ma stanco delle battaglie che ha dovuto combattere per esempio contro gli organizzatori di scacchi ungheresi che respingevano le tre ragazze dai tornei maschili.
László ha dichiarato anche il desiderio di abbattere le barriere razziali. Nel 2005, Zsuzsa ha dichiarato in un'intervista che il loro sponsor olandese Joop Van Oosterom si era offerto di aiutare il padre e la madre ad adottare tre bambini di un paese del Terzo Mondo che avrebbero dovuto allenare per farli diventare prodigi degli scacchi proprio come le loro tre figlie, ma che Klára, più realista, era riuscita a dissuadere László dal portare avanti il progetto.

## Libri e film su Polgár
Diversi scrittori e registi hanno presentato la storia della famiglia Polgár.
Nel 1992, Cathy Forbes ha pubblicato un libro interamente dedicato alle sorelle Polgár, al loro successo, al loro stile di vita e alla loro educazione: The Polgár Sisters: Training or Genius?
Nel 2008, Geoff Colvin nel suo libro Talent is Overrated ha sostenuto la tesi secondo cui i migliori artisti in qualsiasi campo sono determinati dalla pratica e dalla perseveranza, dedicando ampio spazio all'esperienza di László Polgár.
Nel 2012, Amir Harel, produttore israeliano della Lama Production, insieme al registra Yossi Aviram ha raccolto del materiale d'archivio mai visto prima e ha registrato un documentario che racconta la storia della famiglia Polgár.
Nel documentario sono state inserite interviste a famigliari, allenatori e giocatori di scacchi e giornalisti.

## Libri di Polgár
László Polgár ha scritto numerosi libri sugli scacchi tra cui il famosissimo Chess: 5334 Problems, Combinations and Games, il quale comprende 5334 situazioni istruttive molte delle quali tratte da partite reali. Il libro si basa su un approccio pratico e graduale, e consente di studiare le mosse necessarie durante la pratica.